# Африканские узкороты
Африканские узкороты, или короткоголовы (лат. Breviceps), — род бесхвостых земноводных из семейства Brevicipitidae.

## Описание
Общая длина представителей этого рода колеблется от 2 до 7 см. Наблюдается половой диморфизм: самки намного крупнее самцов. Имеют короткую голову. Туловище массивное, коренастое, яйцевидное. Конечности короткие, однако мощные. Окраска бурая, красная, коричневатая с пятнышками или полосами.

## Образ жизни
Населяют различные ландшафты от нагорий до саванн. Встречаются на высоте до 1600—2000 м над уровнем моря. Активны преимущественно в сумерки. Значительное время проводят в убежищах, на поверхность выходят в дождливую погоду. По земле передвигаются пешком, не прыгают. Малозаметны из-за своей медлительности и маскировочной окраски. 
Способны быстро зарываться в почву с помощью лопатообразных плюсневых бугорков на задних лапах.
Питаются мелкими беспозвоночными, такими как муравьи, термиты, жуки, бабочки, мокрицы, амфиподы, молодые многоножки и гусеницы.

## Размножение
Размножение происходит в самом начале сезона дождей, хотя в более холодных районах это может происходить позже. Яйца откладываются в камерах под поверхностью почвы, камней или опавших брёвен. Самка остаётся рядом с гнездом до полного окончания метаморфоза.

## Распространение
Обитают в засушливых и полузасушливых районах востока и юга Африки.

## Классификация
На февраль 2023 года, в род включают 20 видов:
- Breviceps acutirostris Poynton, 1963 — Земляничный узкорот
- Breviceps adspersus Peters, 1882 — Южноафриканский узкорот
- Breviceps bagginsi Minter, 2003
- Breviceps branchi Channing, 2012
- Breviceps carruthersi Du Preez et al., 2017
- Breviceps fichus Channing & Minter, 2004
- Breviceps fuscus Hewitt, 1925 — Шероховатый узкорот
- Breviceps gibbosus (Linnaeus, 1758) — Капский узкорот
- Breviceps macrops Boulenger, 1907 — Пустынный узкорот
- Breviceps montanus Power, 1926 — Горный узкорот
- Breviceps mossambicus Peters, 1854 — Восточноафриканский узкорот
- Breviceps namaquensis Power, 1926 — Прибрежный узкорот
- Breviceps ombelanonga Nielsen et al., 2020
- Breviceps passmorei Minter et al., 2017
- Breviceps pentheri Werner, 1899
- Breviceps poweri Parker, 1934 — Узкорот Пауэра
- Breviceps rosei Power, 1926 — Песчаный узкорот
- Breviceps sopranus Minter, 2003
- Breviceps sylvestris FitzSimons, 1930 — Трансваальский узкорот
- Breviceps verrucosus Rapp, 1842

## Галерея

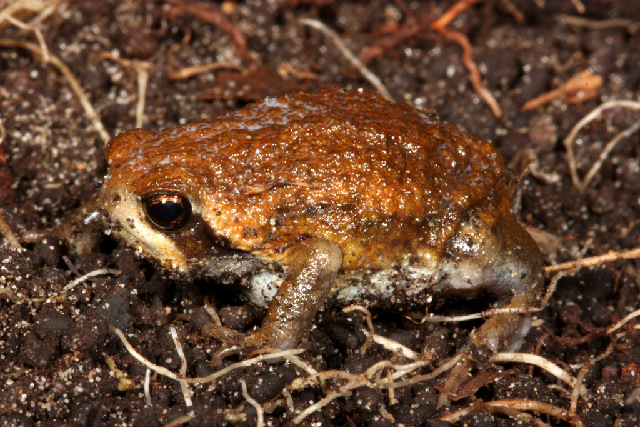
Breviceps bagginsi
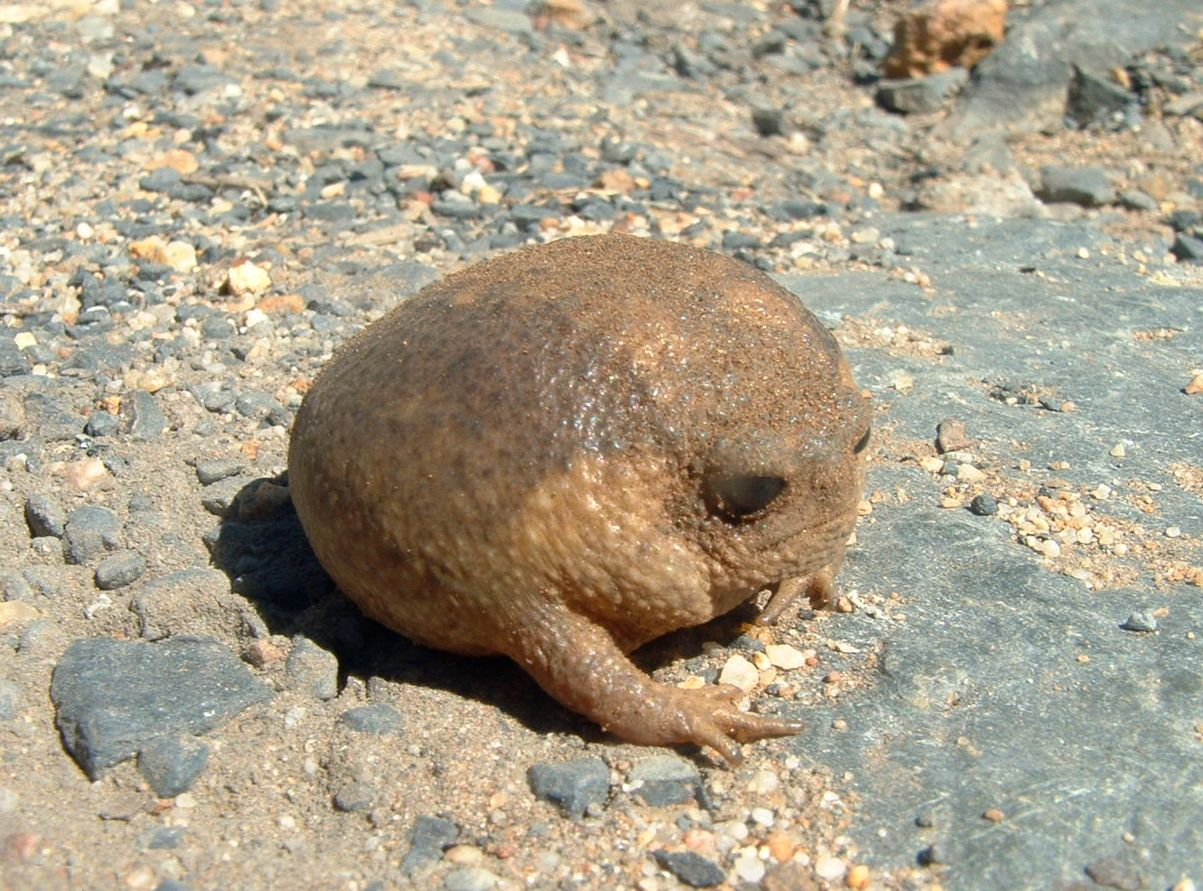
Breviceps gibbosus
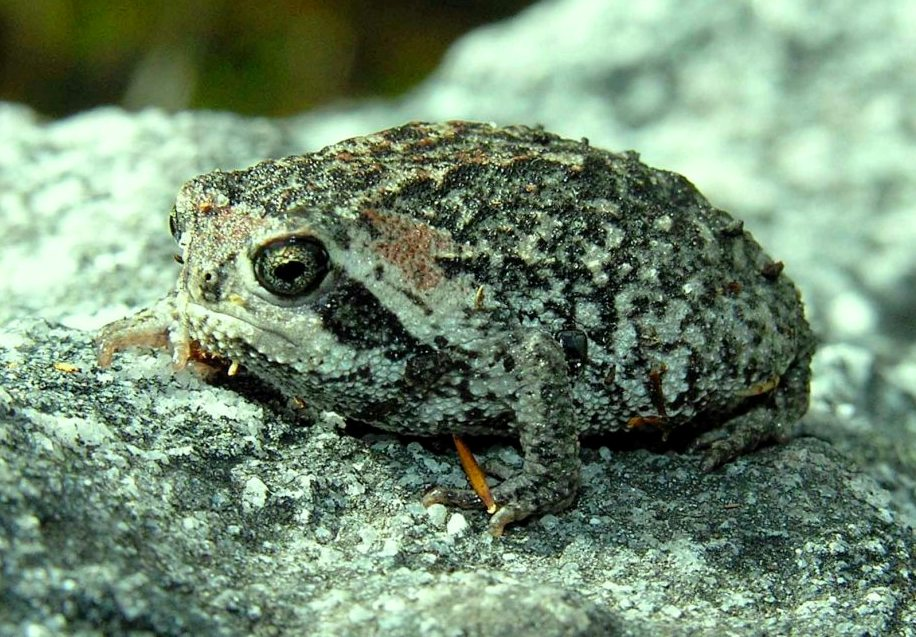
Breviceps montanus
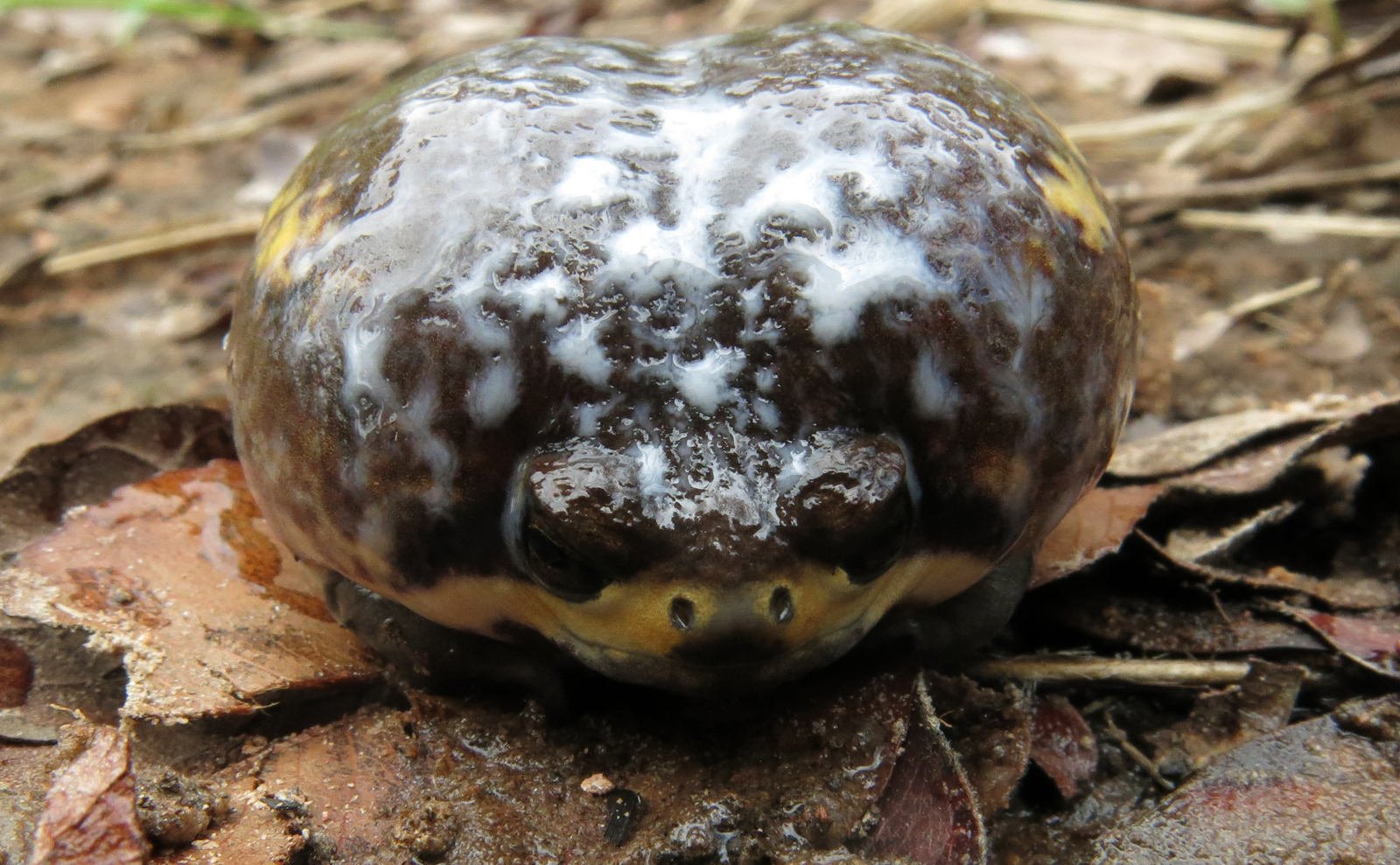
Breviceps poweri